# Carrington (Greater Manchester)
Carrington is een civil parish in het bestuurlijke gebied Trafford, in het Engelse graafschap Greater Manchester met 483 inwoners.